# Oupeye
Oupeye ist eine Gemeinde in der belgischen Provinz Lüttich. Sie besteht aus den Ortschaften Oupeye, Haccourt, Hermée, Hermalle-sous-Argenteau, Heure-le-Romain, Houtain-Saint-Siméon und Vivegnis.
Auf dem Gebiet von Hermalle-sous-Argenteau entsteht am Albertkanal auf einer Fläche von 100 Hektar der Trilogiport, ein multimodales Containerterminal mit einer 42 Hektar großen Logistikzone, der zum Hafen von Lüttich gerechnet wird. Das Terminal gehört zu DP World.

## Persönlichkeiten
- Luc Walpot (* 1959), Journalist
- Sébastien Delfosse (* 1982), Radrennfahrer
- Olivier Pardini (* 1985), Radrennfahrer